# كاثرين بيتيت
كاثرين بيتيت (بالإنجليزية: Katherine Pettit)‏ هي مُدرسة أمريكية، ولدت في 23 فبراير 1868 في مقاطعة فاييت في الولايات المتحدة، وتوفيت في 3 سبتمبر 1936.

## وصلات خارجية
- كاثرين بيتيت على موقع الموسوعة البريطانية (الإنجليزية)